# Mirosław Przedpełski
Mirosław Przedpełski (ur. 1951 w Warszawie) – polski biznesmen, były siatkarz, od 2004 do 2015 roku prezes Polskiego Związku Piłki Siatkowej.
Ukończył Politechnikę Warszawską. 21 września 2004 zwyciężył w wyborach na prezesa Polskiego Związku Piłki Siatkowej. Wybrany ponownie na drugą kadencję cztery lata później a na trzecią w roku 2012. W 2005 roku wszedł do Zarządu Europejskiej Konfederacji Piłki Siatkowej (CEV), a od roku 2011 jest jej wiceprezydentem. W tym samym roku został członkiem Prezydium Polskiego Komitetu Olimpijskiego. W roku 2006 wszedł do Zarządu Międzynarodowej Federacji Piłki Siatkowej (FIVB), a w roku 2010 wszedł w skład prezydium (FIVB). W roku 2012 Prezydent FIVB, Ary Graca powierzył Mirosławowi Przedpełskiemu sprawowanie nadzoru nad kwestiami telewizyjnymi i marketingowymi w FIVB.
W latach sprawowania funkcji prezesa PZPS przez Mirosława Przedpełskiego seniorskie reprezentacje Polski zdobyły dziewięć medali imprez międzynarodowych.
Dzięki jego staraniom w 2014 roku odbyły się w Polsce Mistrzostwa Świata w siatkówce. Reprezentacja Polski zdobyła złoty medal i odzyskała po 40 latach tytuł Mistrza Świata. FIVB uznało tę imprezę jako najlepsze MŚ w historii siatkówki. Szczególnie spektakularne było otwarcie MŚ na Stadionie Narodowym w Warszawie i mecz otwarcia z Serbią w obecności prawie 70 tysięcy kibiców. Oprócz sukcesu sportowego i organizacyjnego impreza zakończyła się olbrzymim sukcesem finansowym dla Polskiego Związku Piłki Siatkowej.
W dniu 13 listopada 2014 został zatrzymany przez CBA pod zarzutem korupcji związanej z organizacją Mistrzostw Świata w Siatkówce, które odbyły się w Polsce w 2014 roku.
4 lutego 2015 roku zrezygnował ze sprawowania funkcji prezesa Polskiego Związku Piłki Siatkowej z uwagi na stan zdrowia i toczące się postępowania. Pozostał członkiem władz FIVB i CEV.

## Odznaczenia
- Krzyż Kawalerski Orderu Odrodzenia Polski – 23 października 2014[4]